# Barlow River
Der Barlow River ist ein Fluss im Westen der Südinsel Neuseelands.

## Geographie
Der Barlow River bildet den Abfluss des Barlow sowie des Farrar Glacier, die beide an der Westflanke des 2424 m hohen Mount Farrar liegen. Im Osten und Süden des Berges liegt das große Gletscherfeld des Garden of Eden. Der Fluss fließt zunächst in westlicher Richtung bis zur Mündung des North Barlow River, wo er in südwestsüdliche Richtung abknickt und in den Perth River mündet, der auch das Wasser des Garden of Eden abführt. Der Perth River ist Teil des Flusssystems des Whataroa River, der nordwestlich nach dem Verlassen der Neuseeländischen Alpen unterhalb des Abut Head in die Tasmansee entwässert.

### North Barlow River
Der North Barlow River, benannt durch David Parr, (Quelle: 43° 17′ 2″ S, 170° 31′ 33″ O) entspringt im Süden des 2208 m hohen Mount Adams und führt das Wasser der an der Bergflanke liegenden Escape und Siege Glacier ab. Er fließt bis zu seiner Mündung in südöstlicher Richtung.

## Infrastruktur
Wenige Kilometer nordwestlich der Mündung des Perth River überquert der New Zealand State Highway 6 den Whataroa River bei der kleinen Ansiedlung Whataroa. Wanderwege führen das Tal des Perth River hinauf.